# No basta con ser bella
No Basta con ser Bella es un docurreality chileno emitido por Canal 13, presentado por Julio César Rodríguez. El docurreality muestra la vida de 10 jóvenes que compiten por llegar a ser la Miss Chile y poder competir en el concurso internacional Miss Mundo 2012, además también muestran su entorno familiar y social. Fue estrenado el 19 de abril de 2012 a continuación del reality show Mundos opuestos.

## Trama
El programa muestra la vida de nueve jóvenes candidatas a ser Miss Chile 2012 que deberán realizar diferentes desafíos y mostrar su talento. La ganadora de la corona Miss Chile podrá representar a Chile en la nueva edición de Miss Mundo 2012 que se realizará el 18 de agosto, en Ordos, China.

## Participantes
| Candidata                 | Edad | Situación actual                             | Resultados anterior              | Estadía |
| ------------------------- | ---- | -------------------------------------------- | -------------------------------- | ------- |
| Camila Recabarren         | 21   | 1° Lugar de Miss Chile 2012                  |                                  | 12 cap. |
| Jill Bergenfreid          | 20   | 2° Lugar de Miss Chile 2012                  |                                  | 12 cap. |
| Constanza Leiton          | 22   | 3° Lugar de Miss Chile 2012                  |                                  | 12 cap. |
| Camila González           | 21   | Semifinalista eliminada de Miss Chile 2012   |                                  | 12 cap. |
| Camila Stuardo            | 23   | Semifinalista eliminada de Miss Chile 2012   |                                  | 12 cap. |
| Sofía Apaoblaza           | 21   | Semifinalista eliminada de Miss Chile 2012   |                                  | 6 cap.  |
| Ingrid Aceitón Hormazabal | 19   | Cuartafinalista eliminada de Miss Chile 2012 | 2.ª eliminada de Miss Chile 2012 | 9 cap.  |
| Lisset Coronado           | 24   | Cuartafinalista eliminada de Miss Chile 2012 | 4.ª eliminada de Miss Chile 2012 | 12 cap. |
| Catalina Zóccola          | 18   | 3.ª Eliminada de Miss Chile 2012             |                                  | 10 cap. |
| Tatiana Liedtke           | 18   | Expulsada de Miss Chile 2012                 |                                  | 6 cap.  |
| Natalia Latorre           | 24   | 1.ª Eliminada de Miss Chile 2012             |                                  | 6 cap.  |

1. ↑  Sofía ingresa en el capítulo 7, en reemplazo de Tatiana.
2. ↑  Después de haber sido eliminada en el capítulo 6, Ingrid reingresa en el capítulo 10.
3. ↑  Después de haber sido eliminada en el capítulo 11, Lisset reingresa en el mismo capítulo.

## Tabla
| Camila R. | Salvada   | Salvada   | Salvada   | Salvada   | Salvada   | Ganadora |  |  |
| Jill      | Salvada   | Salvada   | Riesgo    | Salvada   | Salvada   | Segundo  |  |  |
| Constanza | Salvada   | Salvada   | Nominada  | Salvada   | Riesgo    | Tercera  |  |  |
| Camila G. | Salvada   | Salvada   | Nominada  | Riesgo    | Eliminada |          |  |  |
| Camila S. | Salvada   | Salvada   | Salvada   | Salvada   | Eliminada |          |  |  |
| Sofía     |           | Salvada   | Nominada  | Salvada   | Eliminada |          |  |  |
| Ingrid    | Eliminada | Reingresa | Nominada  | Eliminada |           |          |  |  |
| Lisset    | Salvada   | Riesgo    | Eliminada | Eliminada |           |          |  |  |
| Catalina  | Salvada   | Eliminada |           |           |           |          |  |  |
| Tatiana   | Expulsada |           |           |           |           |          |  |  |
| Natalia   | Eliminada |           |           |           |           |          |  |  |

     La participante no estuvo nominada
     La participante estuvo en riesgo de ser eliminada
     La participante fue eliminada del concurso
     La participante fue expulsada del concurso
     La participante estuvo nominada para ser eliminada

## Reparto

### Candidatas
| Nombre ("Alias")           | Edad | País             | Descripción |
| -------------------------- | ---- | ---------------- | --- |
| Constanza Leiton           | 22   | Bandera de Chile | Dice ser una “princesa” y está feliz de serlo. Desde el primer día impactó a todos con su voz. Sueña con convertirse en una cantante famosa y pisar los escenarios más importantes del mundo. Le encanta participar en musicales, ya que puede complementar el canto con la actuación. Sus dos grandes pasiones. Tiene un cuerpo increíble, sin embargo, su fanatismo por la comida “chatarra” y los chocolates pueden llevarla a no conseguir la figura adecuada para obtener la corona de Miss Chile. |
| Camila Stuardo             | 23   | Bandera de Chile | Temuco, Es una bella y extrovertida mujer que quiere brillar y pertenecer al mundo de las comunicaciones. En su camino por conseguirlo, ha debido enfrentar la soledad, pero ahora con fuerza y actitud demostrará que puede lograr su gran sueño: ser Miss Chile. El año pasado fue escogida “Miss Earth Chile 2011”, representando al país en Filipinas. Pero hoy la meta que tiene es más ambiciosa y se esforzará al máximo por ser la mejor representante de nuestro país. Ha tenido apariciones en TV, como por ejemplo, siendo modelo en "Quiero mi fiesta" y participante de "Calle 7".                                                                                 |
| Jill Bergenfreid           | 20   | Bandera de Chile | Es linda y delicada, pero puede llegar a ser la mujer más sensual si se lo propone. Ella no pertenece al mundo de la moda ni de la belleza. Su familia es conservadora y confían en que Jill sea una gran ingeniera. Sin embargo, ella quiere romper los prejuicios y, además, de embellecer las aulas de la Universidad de Chile, sueña con representar a Chile en Miss Mundo. Llegó desde Temuco a Santiago. Su talento es el baile y la gimnasia rítmica. Sus movimientos pueden ser tremendamente provocativos. A sus 20 años es una verdadera caja de sorpresas. Sin embargo, un antiguo amor comenzará a rondar su vida y le provocará inseguridades dentro del concurso. |
| Camila "Kamizú" Recabarren | 21   | Bandera de Chile | Es irreverente, desinhibida y espontánea. Una chica de 21 años sin prejuicios que no le importa lo que diga la gente por tener un pololo de 57 años, ni ser inmadura e inestable emocionalmente. Nació bajo el techo de un modesto hogar en Copiapó, vivió su juventud en La Serena y actualmente reside en Santiago para continuar con sus estudios de Locución y Televisión. Camila quiere convertirse en una “estrella” de la TV y ser la nueva Miss Chile es el primer paso para lograrlo. |
| Lisset Coronado            | 24   | Bandera de Chile | Tiene 24 años y hace ocho trabaja en el mundo del modelaje para ayudar a su familia y pagar sus estudios de Terapeuta Ocupacional. No bebe ni fuma, evita comer alimentos “perjudiciales” y trasnochar. Es más, pasa bastantes horas a la semana en el gimnasio para obtener un cuerpo “perfecto”. Para algunas está obsesionada con llevarse la Corona de Miss Chile. Ella lo llama ser responsable y disciplinada. La candidata más deportista de la serie, lleva un dolor que la marca fuertemente. Su exnovio está presente en su vida día a día y ella aún se siente inmensamente enamorada. Un último encuentro podría generar un cambio radical en la vida de Lisset.    |
| Catalina Zóccola           | 18   | Bandera de Chile | Tiene 18 años y sueña con convertirse en una cantante famosa y ser reconocida por el mundo entero. Para lograr su objetivo ingresó a estudiar Canto Popular. Ahora quiere demostrar que además de su talento, tiene una enorme belleza que la convertirá en una seria candidata para obtener la corona. Es independiente y con un carácter fuerte que a veces le cuesta controlar, pero junto a su pololo Joaquín, se esforzarán por cumplir el mayor desafío de su vida: ser Miss Mundo. |
| Ingrid Aceitón             | 19   | Bandera de Chile | A sus 19 años sueña con ser Miss Chile y sacar a su familia adelante. Su madre es empleada doméstica y su papá se gana la vida como obrero. Ingrid deberá enfrentar a su madre y a su abuela, dos mujeres con carácter fuerte y radical, quienes cuestionan constantemente a Diego (su pololo) poniéndola en grandes aprietos. Si bien reconoce “haber sido floja” durante varios años, está dispuesta a todo por darle una vuelta al destino y conseguir sus sueños. Sin embargo hay marcas que duelen, y una ellas está más presente que nunca en su camino por convertirse en la nueva reina de Chile.                                                                       |
| Tatiana "Winona" Liedtke   | 18   | Bandera de Chile | Es de origen alemán y con una crianza excesivamente estricta. Esta seductora candidata de 18 años ha querido romper con los esquemas en su familia trabajando de barman a escondidas y postulando a Miss Chile sin la aprobación de sus padres. Aunque encontrará el amor de su vida en el programa, la soledad y los conflictos familiares la harán luchar, no tan solo con ganar la corona de reina, sino también con sus propias inseguridades e impulsos. |
| Natalia Latorre            | 24   | Bandera de Chile | Esta despampanante candidata tiene 24 años, le ha dedicado varios años a su carrera artística y ahora es su última oportunidad por ser Miss Chile. Su experiencia al participar del grupo folklórico Bafochi la hacen convertirse en una seria candidata al reinado. Actualmente se desempeña como modelo y profesora de pasarela, en donde es un ejemplo para decenas de jóvenes que sueñan con ser como ella. Para algunas de las candidatas parece ser una “hermana mayor”, ya que las contiene y aconseja en momentos de angustia. Sin embargo, ella no olvida su sueño de convertirse en la próxima Miss Mundo Chile.                                                      |
| Camila González            | 21   | Bandera de Chile | De hermosos rasgos, un cuerpo espectacular y con un "ángel" que ilumina su rostro, siempre se autodenominó como la "anti-miss" y jamás pensó en ser candidata a Miss Chile. Estudiante de Nutrición y Dietética. A Camila a sus 21 años se le ve como una mujer segura y sin problemas, no obstante, llegó la hora de enfrentar a sus propios fantasmas: su cuerpo y una antigua pena de amor. Sin embargo, ahí estará Felipe, su gran amigo, pero que no sólo quiere verla feliz, sino transformar su relación en algo más que amistad. |
| Sofía Apablaza             | 21   | Bandera de Chile | Temuco, estudiante de medicina veterinaria de la universidad austral de chile bella e inteligente. Su principal fuerte es el baile, en especial el flamenco. |

## Audiencia
| 1  | Jueves | 19 de abril | Capítulo 1  | 23:41 - 00:32 | 15,5 | Quinto  | [ 3 ]  |
| 2  | Sábado | 21 de abril | Capítulo 2  | 22:17 - 23:06 | 8,1  | Décimo  | [ 5 ]  |
| 3  | Jueves | 26 de abril | Capítulo 3  | 23:46 - 00:57 | 15,2 | Sexto   | [ 6 ]  |
| 4  | Jueves | 3 de mayo   | Capítulo 4  | 23:50 - 00:57 | 16,3 | Quinto  | [ 7 ]  |
| 5  | Jueves | 10 de mayo  | Capítulo 5  | 23:38 - 00:44 | 14,6 | Sexto   | [ 8 ]  |
| 6  | Jueves | 17 de mayo  | Capítulo 6  | 23:38 - 00:48 | 14,6 | Sexto   | [ 9 ]  |
| 7  | Jueves | 24 de mayo  | Capítulo 7  | 23:39 - 00:48 | 13,9 | Sexto   | [ 10 ] |
| 8  | Jueves | 31 de mayo  | Capítulo 8  | 23:38 - 00:45 | 16,9 | Cuarto  | [ 11 ] |
| 9  | Jueves | 7 de junio  | Capítulo 9  | 23:42 - 00:49 | 16,1 | Quinto  | [ 12 ] |
| 10 | Jueves | 14 de junio | Capítulo 10 | 23:41 - 00:47 | 18,2 | Cuarto  | [ 13 ] |
| 11 | Jueves | 21 de junio | Capítulo 11 | 23:11 - 00:47 | 16,0 | Quinto  | [ 14 ] |
| 12 | Martes | 26 de junio | Gran Final  | 22:30 - 00:56 | 19,5 | Tercero | [ 15 ] |

     Emisión más vista.

     Emisión menos vista.